# Kosmos 97
O Kosmos 97 (em russo: Космос 97, significado Cosmos 97), também referenciado como DS-U2-M n º1, foi um satélite soviético de aplicações tecnológicas. Foi construído pela empresa Yuzhnoye Design Bureau, e usado para conduzir testes envolvendo os relógios atômicos.
Ele foi lançado em 26 de novembro de 1965 da base de lançamento de foguetes Kapustin Yar, União Soviética (atualmente na Rússia), através de um foguete Kosmos-2M. Em 2 de abril de 1967, ele se deteriorou a partir de órbita e reentrou na atmosfera.